# Gara Titan Sud
Gara Titan Sud este o mică gară terminus de călători din București, situată în zona industrială Republica, pe bulevardul Basarabia, în imediata apropiere a stației de metrou Republica. Singurul operator care utilizează gara este Transferoviar Călători, cu trenuri regio circulând zilnic spre Oltenița începând cu anul 2012.
În perioada comunistă, gara s-a numit halta 23 August și a fost construită în 1985 pentru a deservi navetiștii de pe ruta București - Oltenița, care munceau la Uzinele "23 August", fostele uzine Malaxa.
Gara dispune de peroane laterale cu 2 linii, sală de așteptare (care este deschisă cu 2 ore înainte de plecarea fiecărei curse) și casă de bilete, fiind folosită în exclusivitate de navetiștii din comunele învecinate orașului. Accesul dinspre capitală se poate face cu ajutorul metroului, tramvaielor și autobuzelor.